# العلاقات الباربادوسية السنغافورية
العلاقات الباربادوسية السنغافورية هي العلاقات الثنائية التي تجمع بين باربادوس وسنغافورة.

## مقارنة بين البلدين
هذه مقارنة عامة ومرجعية للدولتين:
| وجه المقارنة                                              | باربادوس       | سنغافورة                                                             |
| --------------------------------------------------------- | -------------- | -------------------------------------------------------------------- |
| المساحة (كم2)                                             | 439            | 719                                                                  |
| عدد السكان (نسمة)                                         | 285.72 ألف     | 5.89 مليون                                                           |
| الكثافة السكانية (ن./كم²)                                 | 65.08 ألف      | 819.19 ألف                                                           |
| العاصمة                                                   | بريدج تاون     | سنغافورة                                                             |
| اللغة الرسمية                                             | لغة إنجليزية   | لغة إنجليزية، اللغة الملايو، اللغة الصينية القياسية، اللغة التاميلية |
| العملة                                                    | دولار بربادوسي | دولار سنغافوري                                                       |
| الناتج المحلي الإجمالي (بليون دولار)                      | 4.80 مليار     | 323.91 مليار                                                         |
| الناتج المحلي الإجمالي (تعادل القوة الشرائية) بليون دولار | 4.66 مليار     | 472.59 مليار                                                         |
| الناتج المحلي الإجمالي الاسمي للفرد دولار أمريكي          | 15.43 ألف      | 52.89 ألف                                                            |
| الناتج المحلي الإجمالي للفرد دولار أمريكي                 | 16.06 ألف      | 82.76 ألف                                                            |
| مؤشر التنمية البشرية                                      | 0.795          | 0.925                                                                |
| رمز المكالمات الدولي                                      | +1246          | +65                                                                  |
| رمز الإنترنت                                              | .bb            | .sg                                                                  |
| المنطقة الزمنية                                           | 00             | ت ع م+08:00، توقيت سنغافورة المنسق ‏                                  |

## منظمات دولية مشتركة
يشترك البلدان في عضوية مجموعة من المنظمات الدولية، منها:
| علم المنظمة | اسم المنظمة                               | تاريخ انضمام باربادوس | تاريخ انضمام سنغافورة |
| ----------- | ----------------------------------------- | --------------------- | --------------------- |
|             | مؤسسة التنمية الدولية                     | 29 سبتمبر 1999        | 27 سبتمبر 2002        |
|             | يونسكو                                    | 24 أكتوبر 1968        | 8 أكتوبر 2007         |
|             | وكالة ضمان الاستثمار متعدد الأطراف        | 12 أبريل 1988         | 24 فبراير 1998        |
|             | الأمم المتحدة                             | 9 ديسمبر 1966         | 21 سبتمبر 1965        |
|             | دول الكومنولث                             | ?                     | ?                     |
|             | الاتحاد البريدي العالمي                   | ?                     | ?                     |
|             | البنك الدولي للإنشاء والتعمير             | 12 سبتمبر 1974        | 3 أغسطس 1966          |
|             | الاتحاد الدولي للاتصالات                  | 16 أغسطس 1967         | 22 أكتوبر 1965        |
|             | منظمة حظر الأسلحة الكيميائية              | ?                     | ?                     |
|             | مؤسسة التمويل الدولية                     | 25 يونيو 1980         | 4 سبتمبر 1968         |
|             | المركز الدولي لتسوية المنازعات الاستشارية | 1 ديسمبر 1983         | 13 نوفمبر 1968        |
|             | منظمة التجارة العالمية                    | ?                     | ?                     |
|             | تحالف الدول الجزرية الصغيرة               | ?                     | ?                     |
|             | منظمة الشرطة الجنائية الدولية             | ?                     | ?                     |

## وصلات خارجية
- موقع وزارة الخارجية الباربادوسية
- موقع وزارة الخارجية السنغافورية